# Amenhotep (sacerdote de Amón)

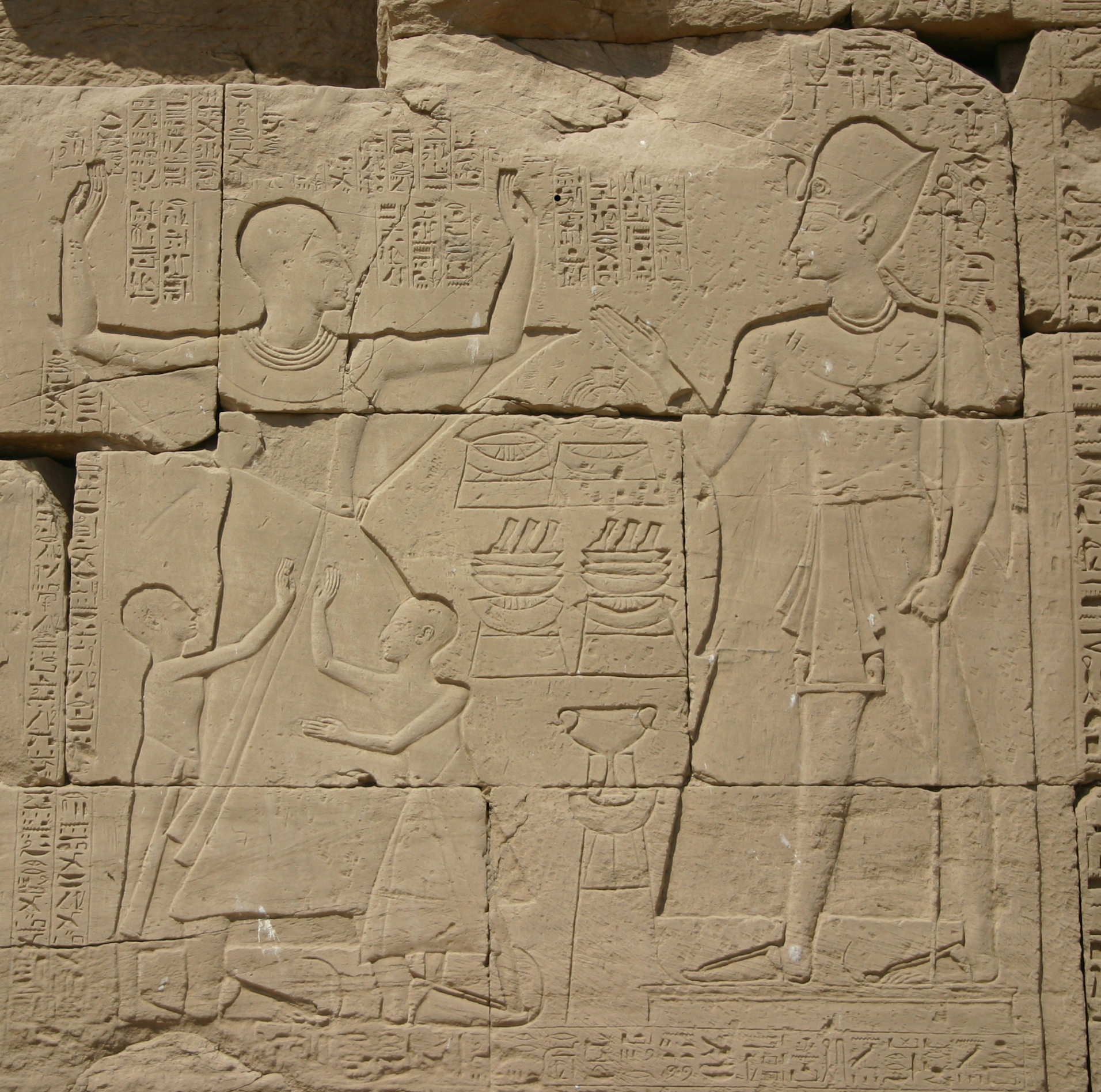
Amenhotep grabado frente a Ramsés IX en el templo de Amón en Karnak.

Amenhotep o Amenofis fue sumo sacerdote de Amón (primer profeta de Amón) desde el reinado de Ramsés IX al de Ramsés XI, al final del Imperio Nuevo de Egipto. También fue visir o gran confidente del faraón. 
Era hijo de Ramsesnajt a quien sucedió como sumo sacerdote. También su madre Adjedet-Aat y sus dos abuelos trabajaron en el templo de Amón.
Ramsés IX le hacía regalos como sumo sacerdote, incluyendo oro y plata. Existen grabados de estas donaciones, que todavía se conservan, en el templo de Karnak. El poder declinante de la dinastía se refleja en la representación de Amenhotep frente a Ramsés IX, ambos grabados con el mismo tamaño. Normalmente, se representaba al faraón con mayor tamaño que al resto de personajes, como símbolo de mayor autoridad.
Jugó un papel clave en la guerra civil que marcó el final de la Dinastía XX. Durante el reinado de Ramsés XI, el virrey de Nubia, llamado Panehesy, atacó Tebas para restablecer el orden. Paneshy sitió al sumo sacerdote en el templo fortificado de Medinet Habu. Se desconoce si Amenhotep sobrevivió a este ataque.